# Матвеевское (Москва)
Матве́евское — жилой микрорайон в составе района Очаково-Матвеевское Западного административного округа города Москвы; ранее — деревня на западе от Москвы, на левом берегу речки Раменки, вошедшая в состав Москвы в 1960 году, соседствовавшая с Аминьевом, Волынским, Давыдковым, Раменками и Очаковым. С 1960-х и до 1991 года — микрорайон в составе Гагаринского района. С 1991 года по 1995 год — отдельный муниципальный округ Москвы; с 1995 по 1997 год — отдельный район Москвы, объединённый с Очаковом в 1997 году.

## История

### До XX века
Нет единого мнения относительно времени появления уезда: 

«И. Е. Забелин в своей книге «Кунцево и древний Сетунский стан» отмечает, что деревня Матвеевская существовала в XVII веке, являлась частью патриаршего хозяйства. А современный историк К. А. Аверьянов предполагает, что деревня существовала уже на рубеже XIV—XV веков и также, как Голенищево и Никольское (Селятино), входила в состав владений московских митрополитов, а получила название по имени владельца Матвея Кутуза-Голенище, жившего в то время в этих местах. Но люди здесь жили ещё и раньше. Об этом свидетельствуют археологические раскопки 1946—1947 гг. в районе деревень Матвеевская, Давыдково и Раменки. Матвеевские крестьяне никогда не знали крепостного права и власти помещика. Высшей властью для них был сельский староста, находящийся с начала в деревне Гладышево, а затем в Троицком—Голенищеве»

До середины XIX века в деревне было 36 дворов. Активное развитие деревни началось с 80-х годов XIX века, когда через Матвеевское прошла линия железной дороги, хотя своей станции в деревне не было, а ближайшая находилась в Востряково, а позже в Очаково. Своей церкви в деревне не было, крестить детей, венчаться и отпевать своих усопших матвеевцы ходили в Храм Троицы Живоначальной в Троицком-Голенищеве.

### XX век
В 1930-е годы насчитывалось 102 крестьянских двора. Был свой сельский совет, амбулатория и клуб. Но ещё не было школы. Ближайшая школа — в Аминьево. Деревенская улица тянулась от речки Раменки до того места, где сейчас кинотеатр «Планета». Как и все крестьяне страны, матвеевцы в 1930—1932 годах были объединены в колхоз. В 1935 году в Матвеевском появилась своя железнодорожная платформа с буфетом и тёплым залом ожидания.
Во время Великой Отечественной войны, в 1941 году через Аминьево, Матвеевское и Очаково пролегла третья линия обороны Москвы: Кунцево-Подольск. До сих пор в пойме рек Сетуни и Раменки сохранились остатки военных укреплений.
В 1950 году деревня вошла в состав более крупного колхоза, получившего имя И. В. Сталина. А в конце 1950-х годов на землях Матвеевского, Аминьева, Очакова и других сёл и деревень ближайшей округи образовался совхоз «Матвеевский». Большая часть мужского населения деревни после коллективизации стала уходить на заработки в Кунцево, Сетунь и Москву.
В 1960 году Матвеевское, как и другие окрестные территории, было включено в черту Москвы, сначала в Ленинский район, а с 1969 года — в Гагаринский.
Первая пятиэтажка периода массовой застройки на деревенской земле появилась в 1965 году (Веерная ул., д. 26). Позднее и территория села Волынское стала частью района массового жилищного строительства в Матвеевском. Руководителем проекта жилой застройки района был Евгений Стамо — один из соавторов круглого дома на Нежинской улице, 13, позже — Николай Уллас.

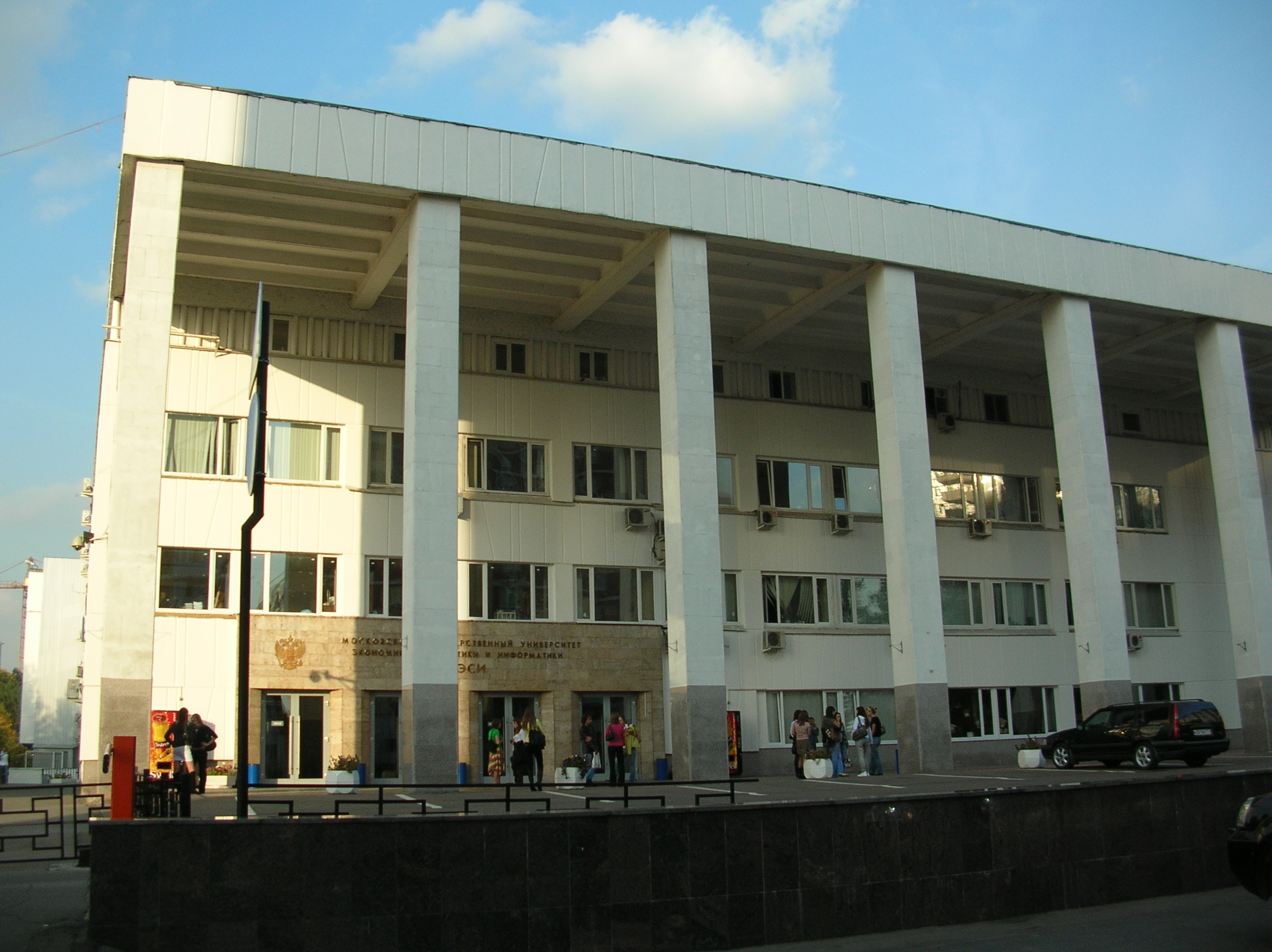
Главный учебный корпус МЭСИ. 29 сентября 2007 г.

Снос деревни начался в 1967 году. В этом же году в микрорайоне открылся первый детский сад (Веерная ул., д. 20) и первая общеобразовательная средняя школа № 55. Новый микрорайон Матвеевское сложился к середине 1970-х годов, но в то же время за железнодорожной платформой ещё продолжалась деревенская жизнь. Последний деревенский житель получил квартиру в 1996 году. Деревни как административно-географического пункта не стало.
В 1980-х годах на Нежинской улице построили новый (ныне главный) учебный корпус и здание общежития МЭСИ.

### После 1991 года
После административной реформы Москвы 1991 года были созданы муниципальные округа «Матвеевское» и «Очаково». После принятия закона «О территориальном делении города Москвы» в 1995 году они получили статус районов Москвы. А в 1997 году после предложения префекта Западного административного округа районы «Очаково» и «Матвеевское» были объединены, новая административно-территориальная единица получила название Очаково-Матвеевское.

### Нынешнее положение
Сохранился один крестьянский дом и дорога от платформы Матвевская в сторону Раменок, которая получила название улицы Раневской. Сохранились остатки совхозного сада и питомника вдоль железной дороги в сторону Очакова, около них возвели жилой комплекс «Вестердам». Заброшенный в 90-х кинотеатр «Планета» перестроен в 2022 году (старое здание «Планеты» снесено, от него осталась только бетонная афиша справа от главного входа), вдоль Нежинской улицы находится парк с яблонями, реконструированный и получивший имя Анны Герман в 2016 году.
С 1995 года в районе начался снос веера пятиэтажек. Были демонтированы дома № 2, 4, 6, 22 и 24 по Веерной улице, а на их месте возведены монолит-кирпичные высотки (2, 4 корп. 1, 4 корп. 2, 6, 22 корп. 1, 22 корп. 2, 22 корп. 3). Остальные дома хоть и планировалось расселить, но в 2007 году программа сноса была приостановлена. В 2017 году стало известно, что все оставшиеся хрущёвки будут расселены в ближайшие годы в рамках программы расселения Москвы.

## Улицы микрорайона

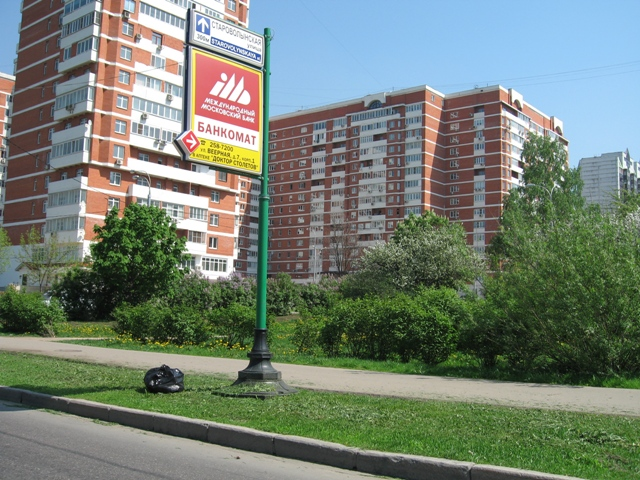
Дом № 9к1 по Нежинской улице, и дом № 30 по Веерной улице, вид с Нежинской улицы

- Матвеевская улица
- Веерная улица
- Нежинская улица
- Староволынская улица

## Транспорт

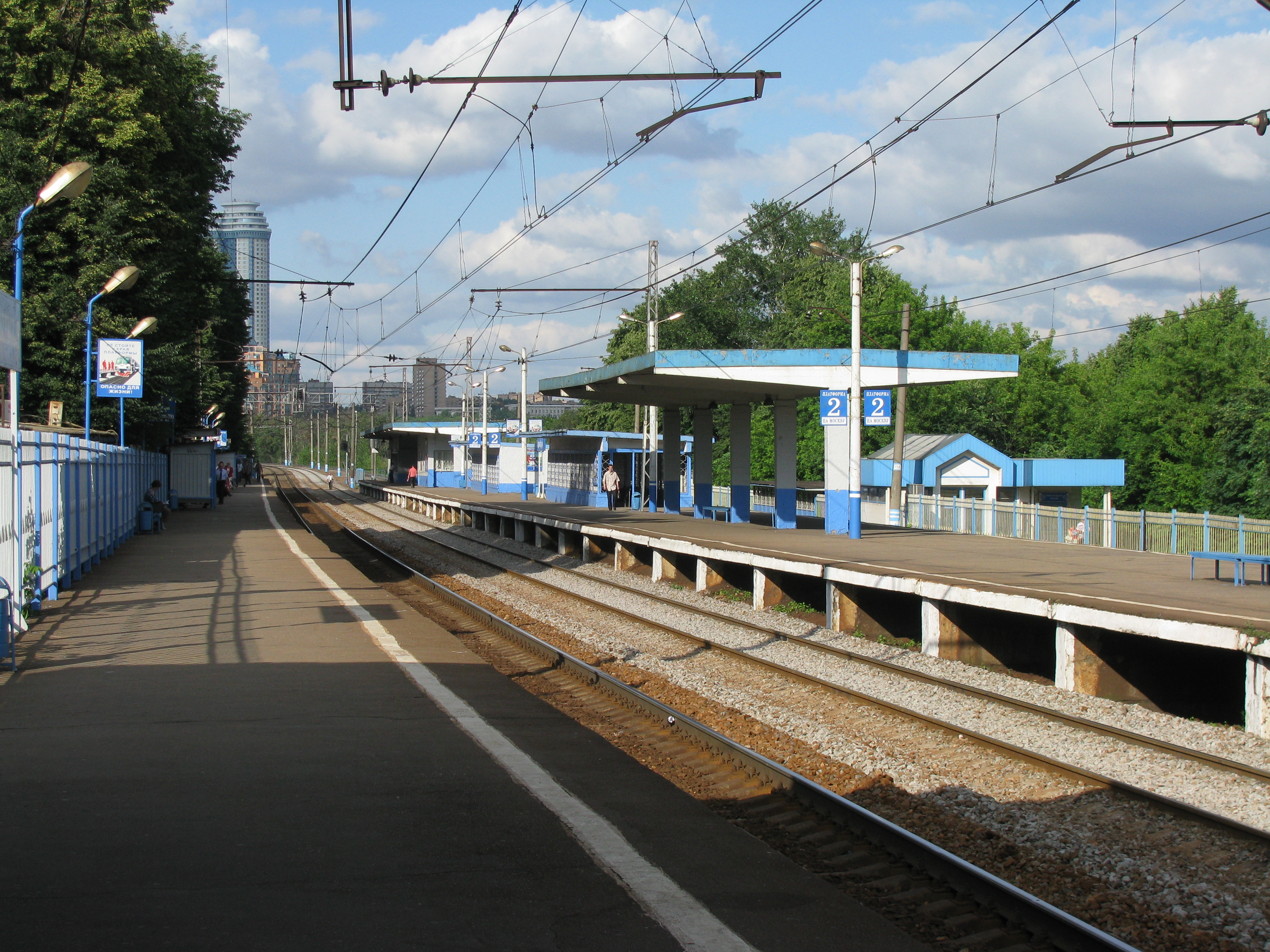
Железнодорожная платформа «Матвеевская». 29 июня 2009 г.

### Ближайшие станции метро
В микрорайоне расположена станция метро: Аминьевская. Станции, с которыми есть автобусное сообщение:
- Минская
- Ломоносовский проспект
- Раменки
- Мичуринский проспект
- Озёрная
- Славянский бульвар
- Парк победы
- Киевская
- Кунцевская
- Филёвский парк
- Университет
- Проспект Вернадского
- Юго-Западная

Станции «Минская», «Славянский бульвар», «Давыдково», а также «Раменки» находятся в относительной пешей доступности (20-30 минут пешком от ближайших матвеевских жилмассивов).
В 2021 году была открыта станция метро «Аминьевская», которая находится на территории Матвеевского (на месте строительного рынка «Феникс»).
В 2023 году платформа Матвеевская стала частью МЦД, а именно четвертого диаметра.

### Железнодорожный транспорт
Платформа Матвеевская Киевского направления МЖД — от 8 до 10 минут до Киевского вокзала.

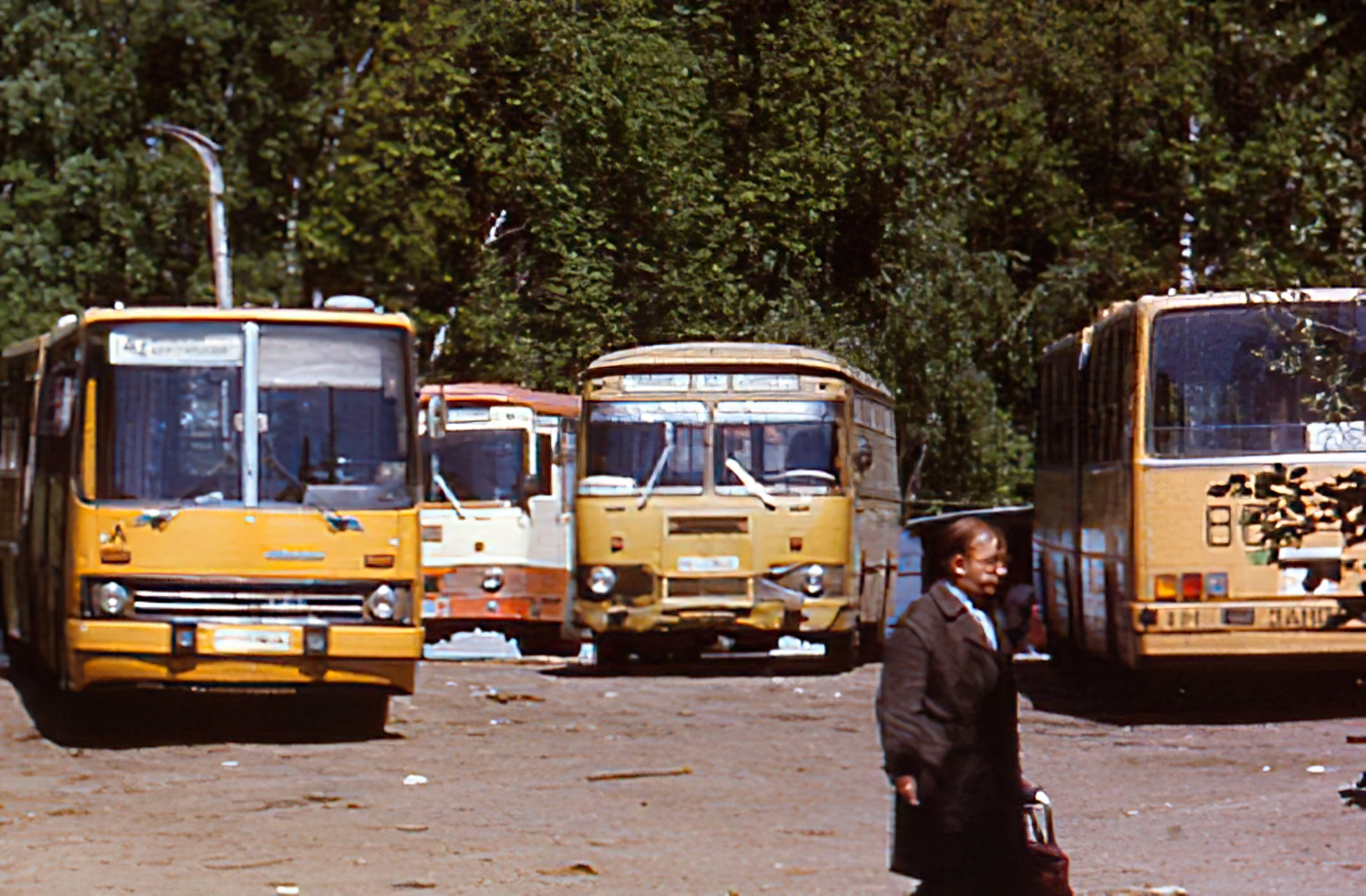
Автобусы ЛиАЗ и Ikarus на конечной остановке «Матвеевское». Май 1990 г.

### Наземный транспорт
- Автобусы:
  - № 42 (от конечной остановки «Матвеевское» до станции метро «Проспект Вернадского»)[14]
  - № 77 (от конечной остановки «Матвеевское» до станции метро «Славянский бульвар»)[15]
  - № 107 (от станции метро «Филёвский парк» до остановки «Платформа Матвеевская»)[16]
  - № 198 (от конечной остановки «Матвеевское» до 66-го кв. Кунцева)[17]
  - № 236 (от конечной остановки «Матвеевское» до МКАД)[18]
  - № 260 (от конечной остановки «Матвеевское» до станции метро «Университет»)[19]
  - № 641 (от конечной остановки «Матвеевское» до ул. Ватутина)[20]
  - № 341 (от конечной остановки «Матвеевское» до ул. Ватутина)[21]
  - № 474 (от конечной остановки «Матвеевское» до Киевского вокзала)[22]
  - № 219 (от конечной остановки «Матвеевское» до станции метро «Юго-Западная»)[23]
  - № 329 (от станции метро «Славянский бульвар» до станции метро «Юго-Западная»)[24]
  - № 325 (от станции метро «Славянский бульвар» до МГУ)

## Образование
C 2014 года все матвеевские государственные школы, детские сады и центр детского творчества (в сумме 17 корпусов) включает в себя Государственное бюджетное общеобразовательное учреждение «Школа № 814». Также в районе есть несколько небольших частных детских садов и частные школы:
- Частная школа «ОБРАЗОВАНИЕ ПЛЮС»
- Частная школа «Умный ГрадЪ»

В районе располагается учебный корпус и общежитие РЭУ имени Плеханова, до 2015 года — МЭСИ. В настоящее время деятельность МЭСИ как факультета «Плешки» ведётся в корпусах в центре Москвы, а здание в Матвеевском занимают 4 колледжа при университете.

## Учреждения досуга
- Спортивный клуб «Спутник»
- ДК «Резонанс»
- Центр детского творчества «Матвеевское»
- Кинотеатр «Планета» (закрыт)
- МБУ Подростково-молодёжный центр «Диалог» (http://www.pmcdialog.ru/)

## Торговые центры и рынки
- «Тук-Тук». Матвеевская ул., дом 2.
- «Матвеевский». Матвеевская ул., дом 20.
- «Нежино». Нежинская ул., дом 6.
- МФК "Kvartal West". Аминьевское шоссе, дом 6.

## Парки и зоны отдыха
- Природный заказник «Долины реки Сетунь»
- Сквер им. Анны Герман
- Сквер на месте снесённого Матвеевского рынка